# إريك شوتن
إريك شوتن (بالهولندية: Erik Schouten)‏ هو لاعب كرة قدم هولندي في مركز الدفاع، ولد في 16 أغسطس 1991 في Westwoud ‏ في هولندا. لعب مع نادي فولندام.

## وصلات خارجية
- إريك شوتن على موقع قاعدة بيانات كرة القدم.إي يو (الإنجليزية)
- إريك شوتن على موقع Soccerway.com (الإنجليزية)
- إريك شوتن على موقع عالم كرة القدم.نت (الإنجليزية)